# Canton de Montmartin-sur-Mer
Le canton de Montmartin-sur-Mer est une ancienne division administrative française, située dans le département de la Manche et la région Basse-Normandie.

## Géographie
Le canton était composé de douze communes :
- Cinq situées sur la côte de la Manche : Regnéville-sur-Mer, Montmartin-sur-Mer, Hauteville-sur-Mer, Annoville et Lingreville du nord au sud.
- Sept situées dans les terres : Orval, Hyenville, Montchaton, Contrières, Hérenguerville, Quettreville-sur-Sienne et Trelly.

## Histoire
De 1833 à 1848, les cantons de Bréhal et de Montmartin avaient le même conseiller général. Le nombre de conseillers généraux était limité à trente par département.

## Représentation

### Conseillers généraux de 1833 à 2015
| Période | Période      | Identité                               | Étiquette             | Qualité                                                                      |
| ------- | ------------ | -------------------------------------- | --------------------- | ---------------------------------------------------------------------------- |
| 1833    | 1843 (décès) | Baron Paul Brohon                      |                       | Juge de paix, maire de Bréhal (1800-1843)                                    |
| 1843    | 1848         | Antoine Lefèvre                        |                       | Juge au tribunal de Coutances                                                |
| 1848    | 1849         | Léopold Quénault                       |                       | Fonctionnaire, maire de Coutances (1840-1848 et 1849-1850)                   |
| 1850    | 1870         | Baron Pierre Frémin-Dumesnil           |                       | Capitaine d'artillerie, polytechnicien, propriétaire à Coutances             |
| 1870    | 1877         | Désiré Deguelle                        |                       | Propriétaire-cultivateur puis receveur buraliste, maire de Contrières        |
| 1877    | 1886 (décès) | Léopold Quénault                       |                       | Fonctionnaire, maire de Coutances (1840-1848 et 1849-1850)                   |
| 1886    | 1907         | Hippolyte Quénault (fils du précédent) | Républicain           | Magistrat, président de la cour d'appel de Rouen                             |
| 1907    | 1913         | Alfred Danlos                          | Rad.                  | Médecin                                                                      |
| 1913    | 1940         | André Pigaux (1877-1955)               | RG                    | Médecin, maire de Montmartin-sur-Mer, nommé conseiller départemental en 1943 |
|         |              |                                        |                       |                                                                              |
| 1945    | 1955 (décès) | André Pigaux                           | DVD-RPF               | Médecin, maire de Montmartin-sur-Mer                                         |
| 1955    | 1988         | Pierre Pigaux                          | DVD puis UDR puis RPR | Médecin, ancien résistant, maire de Montmartin-sur-Mer                       |
| 1988    | 2015         | Olivier Beck                           | UDF puis MoDem        | Chirurgien-dentiste, maire de Montmartin-sur-Mer                             |

Le canton participe à l'élection du député de la troisième circonscription de la Manche, avant et après le redécoupage des circonscriptions pour 2012.

### Conseillers d'arrondissement (de 1833 à 1940)
| Période                                  | Période      | Identité                                             | Étiquette   | Qualité |
| ---------------------------------------- | ------------ | ---------------------------------------------------- | ----------- | --- |
| 1833                                     | 1839         | M. Lemare                                            |             | Propriétaire à Coutances                                                                                    |
| 1839                                     | 1843 (décès) | Charles Pierre Léonor Michel d'Annoville (1765-1843) |             | Ancien officier au régiment de Penthièvre, propriétaire à Annoville                                         |
| 1843                                     | 1848         | M. Lemare ainé                                       |             | Banquier à Coutances                                                                                        |
|                                          |              |                                                      |             | |
| 1919                                     | 1920 (décès) | Ernest Lemesle                                       |             | Maire d'Hauteville-sur-Mer                                                                                  |
| 1920                                     |              | Joseph Brégeault                                     | Républicain | Conseiller municipal de Trelly                                                                              |
|                                          |              |                                                      |             | |
|                                          | 1940         | François Delahaye                                    |             | Cultivateur, maire de Quettreville-sur-Sienne                                                               |
| 1940                                     |              |                                                      |             | Les conseils d'arrondissement ont été suspendus par la loi du 12 octobre 1940 et n'ont jamais été réactivés |
| Les données manquantes sont à compléter. |              |                                                      |             | |

## Composition

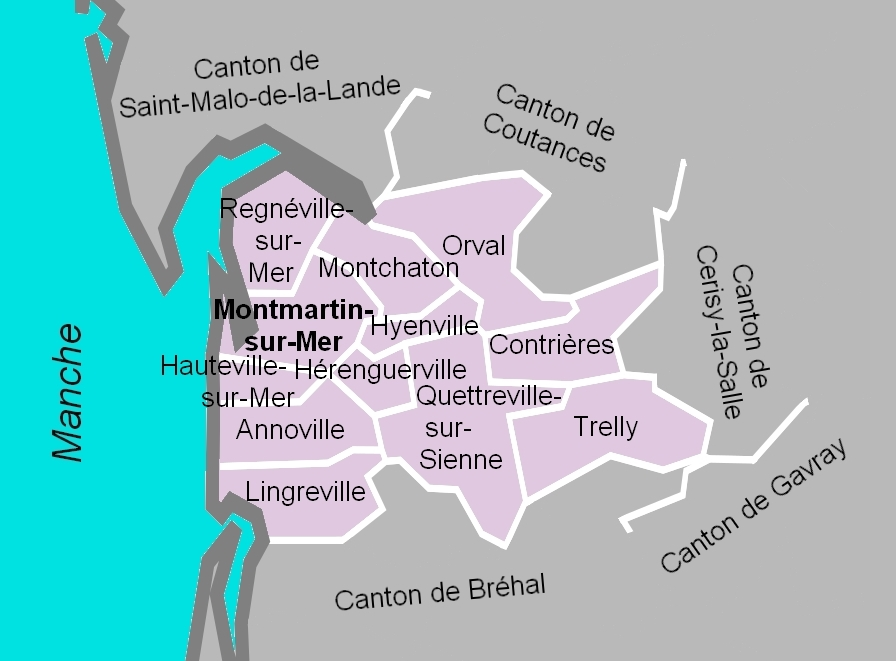
La carte des communes du canton, littoral de la Manche. Les cantons limitrophes étaient ceux de Saint-Malo-de-la-Lande, de Coutances, de Cerisy-la-Salle, de Gavray et de Bréhal.

Le canton de Montmartin-sur-Mer comptait 8 563 habitants en 2012 (population municipale) et regroupait douze communes :
- Annoville ;
- Contrières ;
- Hauteville-sur-Mer ;
- Hérenguerville ;
- Hyenville ;
- Lingreville ;
- Montchaton ;
- Montmartin-sur-Mer ;
- Orval ;
- Quettreville-sur-Sienne ;
- Regnéville-sur-Mer ;
- Trelly.

À la suite du redécoupage des cantons pour 2015, les communes de Montchaton, Orval et Regnéville-sur-Mer sont rattachées au canton de Coutances et les communes d'Annoville, Contrières, Hauteville-sur-Mer, Hérenguerville, Hyenville, Lingreville, Montmartin-sur-Mer, Quettreville-sur-Sienne et Trelly à celui de Quettreville-sur-Sienne.

### Anciennes communes
Les anciennes communes suivantes étaient incluses dans le canton de Montmartin-sur-Mer :
- Quesney, absorbée entre 1795-1800 par Contrières.
- Grimouville et Urville-près-la-Mer, absorbées entre 1795-1800 par Regnéville-sur-Mer.
- Saint-Louet-sur-Sienne, absorbée entre 1795-1800 par Trelly.

## Démographie
| 1962  | 1968  | 1975  | 1982  | 1990  | 1999  | 2006  | 2011  | 2012  |
| ----- | ----- | ----- | ----- | ----- | ----- | ----- | ----- | ----- |
| 7 090 | 7 051 | 6 859 | 6 819 | 7 032 | 7 573 | 8 282 | 8 560 | 8 563 |